# トー (アーサー王伝説)
トー卿（トア、トーア、トール、Sir Tor [tɔːr]）はアーサー王伝説に登場する円卓の騎士。マロリー版では、ペリノア王の庶子であり、円卓の騎士のメンバー。他、母親違いの弟にラモラック卿、アグロヴァル卿、パーシヴァル卿らがいる。
マロリー版では、トー卿はもともと騎士でなく、牛飼いの息子として育てられていた。だが、父親の牛飼いに似ず、高貴な顔立ちと立派な体格をしており、兄弟の中で最も優れた資質を持っていた。そこで、騎士になりたいという息子の希望をかなえるため、牛飼いによりアーサー王の宮廷へつれて来られる。マーリンによって真の父親がペリノア王であることを知ることになる。他の版では、トー卿はペリノア王の息子ではなく、単なる牛飼いの息子となっているものもある。
騎士になった直後、白い鹿を追い求める冒険に出かけ、見事これに成功している。
火刑に処されるグィネヴィアの救出に来たランスロット卿らによって殺害された。